# Blåa brigaden (infanteri)
Blåa brigaden var en av de värvade infanteribrigader som under det trettioåriga kriget ingick i Gustav II Adolfs här i Tyskland. Brigaden bestod till stor del av tyskar och fick sitt namn från färgen på soldaternas rockar (uniformer). 
Den uppsattes omkring 1625 i Livland. 1626 ingick det under överste Teufels befäl i kungens armé i Preussen, deltog i fälttåget där 1626-1629 och därefter i Trettioåriga kriget, vid vars slut den snart upplöstes. Regementet deltog bland annat i slaget vid Leipzig 1642 och slaget vid Jankov 1645.
Under befäl av Överste Winckel utmärkte den sig i Breitenfeld och Lützen. Under senare delen av kriget omnämns den särskilts i Lennart Torstensons fältslag. Efter westfaliska fredsslutet förlades den till trakterna kring Stettin där den upplöstes under högtidliga former 1652. År 1949 återuppsattes Blåa brigaden i form av Göta livgardes pansarbrigad, Blåa brigaden (PB 6).